# Thomas Jefferson Byrd
Thomas Jefferson Byrd (Griffin, Georgia, 25 de junio de 1950 – Atlanta, Georgia, 3 de octubre de 2020) fue un actor estadounidense, reconocido por haber trabajado en varios proyectos del cineasta Spike Lee.

## Biografía
Byrd realizó una Maestría en Bellas Artes en el Instituto de las Artes de California. Durante su carrera registró numerosas apariciones en teatro y recibió una nominación a los Premios Tony por su participación en la obra de Broadway Ma Rainey's Black Bottom de 2003. Fue uno de los actores que colaboró frecuentemente con el cineasta Spike Lee, registrando apariciones en sus películas Clockers, Get on the Bus, Bamboozled, Red Hook Summer y Chi-Raq.

### Fallecimiento
El actor fue asesinado en Atlanta, Georgia el 3 de octubre de 2020. Las autoridades afirmaron que Byrd recibió varios disparos en la espalda. Spike Lee dedicó un mensaje en su cuenta de Instagram al enterarse de la noticia.

## Filmografía
| Año  | Título                   | Papel            | Notas       |
| ---- | ------------------------ | ---------------- | ----------- |
| 1995 | Clockers                 | Errol Barnes     |             |
| 1996 | Girl 6                   |                  |             |
| 1996 | Get on the Bus           | Evan Thomas      |             |
| 1996 | Set It Off               | Luther           |             |
| 1997 | Touch Me                 | Doctor           |             |
| 1998 | He Got Game              | Sweetness        |             |
| 1998 | Bulworth                 | Rafeeq           |             |
| 1998 | Mama Flora's Family      | Padre de Flora   | 2 episodios |
| 1999 | Passing Glory            |                  | Telefilme   |
| 2000 | Trois                    | Thomas           |             |
| 2000 | Bamboozled               | Honeycutt        |             |
| 2001 | MacArthur Park           | Cody             |             |
| 2001 | Boycott                  | Raymond Parks    | Telefilme   |
| 2002 | Never Get Outta the Boat | William Ellis    |             |
| 2002 | The Kudzu Christmas      | Reverendo Burton |             |
| 2004 | X, Y                     | Marcus           |             |
| 2004 | Ray                      | Jimmy            |             |
| 2005 | Lackawanna Blues         | Numb Finger Pete | Telefilme   |
| 2009 | Brooklyn's Finest        | Jeb              |             |
| 2010 | Bronx Paradise           | Jimmy            |             |
| 2012 | Red Hook Summer          | Diácono Zee      |             |
| 2014 | Da Sweet Blood of Jesus  | Obispo Zee       |             |
| 2015 | Chi-Raq                  | Apollo           |             |